# Giornale di Brescia
Il Giornale di Brescia è un quotidiano della città di Brescia, diffuso anche nella sua provincia, edito da Editoriale Bresciana. È l'unico quotidiano del territorio bresciano certificato ADS.

## Storia

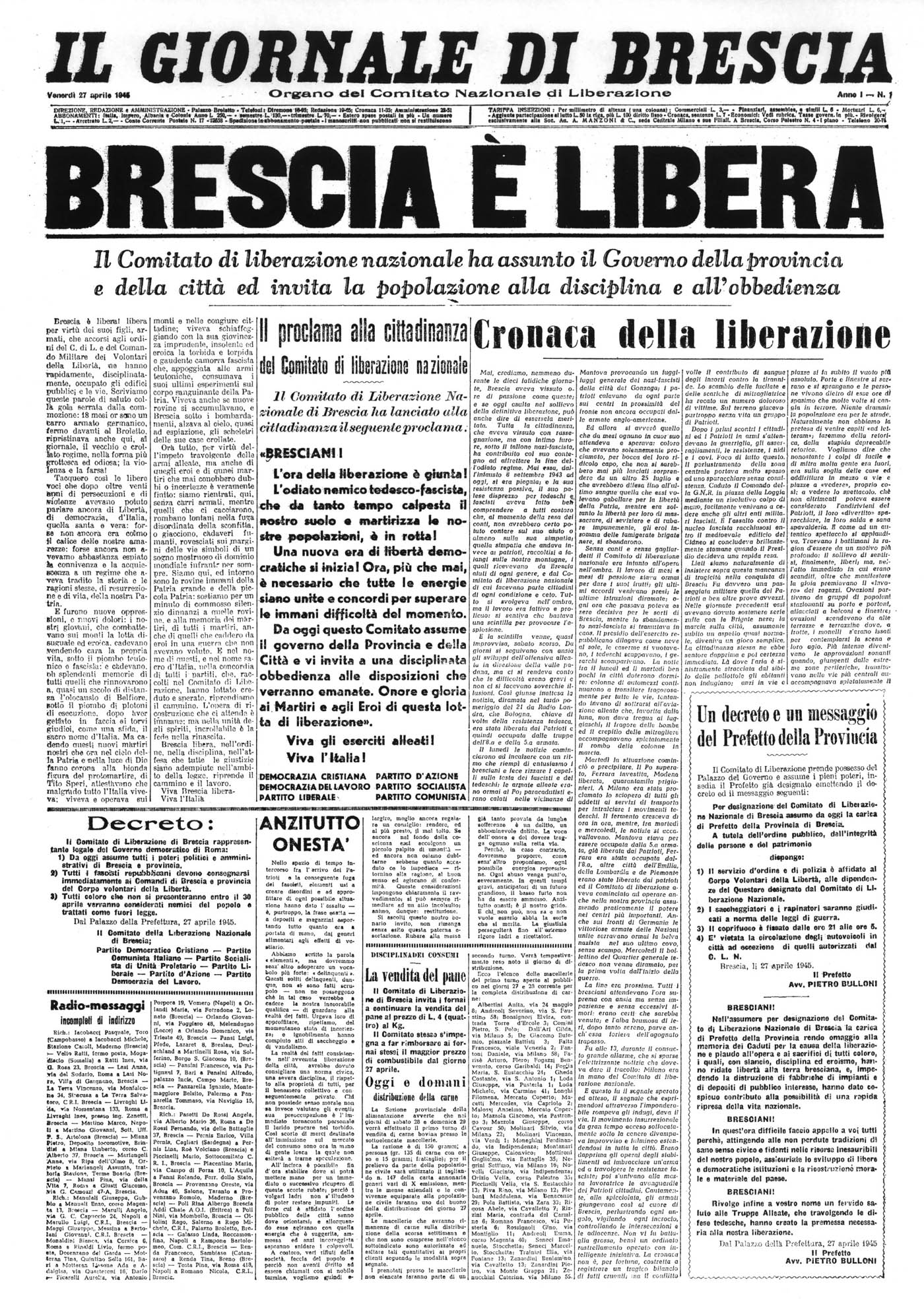
Edizione di venerdì 27 aprile 1945

La prima edizione uscì il 27 aprile 1945 come organo di stampa del Comitato di liberazione nazionale a seguito della liberazione della città di Brescia da parte delle forze partigiane. Fu stampato a Palazzo Broletto nella tipografia di Brescia Repubblicana, giornale edito dal Partito Fascista Repubblicano durante la Repubblica Sociale Italiana, che nel novembre 1943 aveva sostituito Il Popolo di Brescia, organo di stampa del Partito Nazionale Fascista locale.
Nei primi giorni il quotidiano non riportò il nome del direttore: dal 2 maggio fu indicato come reggente Gaetano Coeli sostituito il 22 maggio 1945 da Leonzio Foresti. Con l'edizione del 30 giugno 1946 perse l'indicazione in testata di "Organo del Comitato di Liberazione Nazionale", mentre l'anno seguente, a seguito del Lodo Valletta, il controllo del quotidiano fu assunto da un'impresa editoriale costituitasi appositamente: Editoriale Bresciana.
Il quotidiano veniva pubblicato sei giorni la settimana, finché il 13 settembre 1948 fu lanciata l'edizione del lunedì, denominata Lunedì del Giornale di Brescia, a contenuto principalmente sportivo. La testata del lunedì fu poi assorbita in quella principale a partire dal 24 aprile 2000.
Con l'edizione del 30 dicembre 1948, la testata perse l'articolo iniziale e assunse il nome di Giornale di Brescia.
Nel 1960, la sede del quotidiano e la tipografia fu spostata in via Aurelio Saffi.
Dal 19 gennaio 1988 è pubblicato il supplemento settimanale del martedì denominato Sport Giovani; inizialmente fu dedicato all'attività calcistica giovanile, mentre dal 1996-1997 si ampliò all'attività giovanile in tutti gli sport.
Dal 20 aprile 2000 il quotidiano cambiò formato e iniziò ad essere stampato dal Centro Stampa Quotidiani di Erbusco, progettato dall'ingegnere Lamberto Cremonesi, assieme a L'Eco di Bergamo.

## Direttori

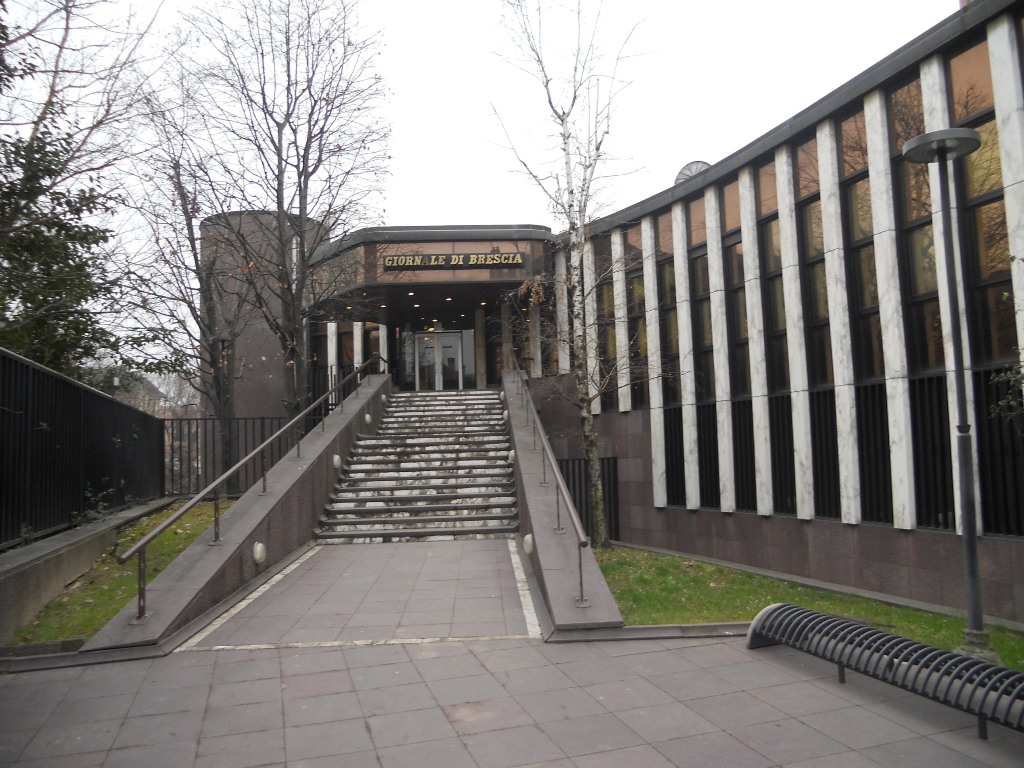
L'ingresso della sede in via Solferino

- 1945–1949: Leonzio Foresti[2]
- 1949–1954: Mino Pezzi[2]
- 1954–1960: Alberto Vigna[2]
- 1960–1977: Vincenzo Cecchini[2]
- 1977–1980: Ugo Martegani[2]
- 1980–2005: Gian Battista Lanzani[2]
- 2005–2015: Giacomo Scanzi
- dal 2015: Nunzia Vallini[12]